# Série mondiale 1929
La Série mondiale 1929 était la 26e série finale des Ligues majeures de baseball.
Jouée du 8 au 14 octobre 1929, elle couronne les champions de la Ligue américaine, les Athletics de Philadelphie, qui l'emportent 4 matchs à un sur leurs homologues de la Ligue nationale, les Cubs de Chicago.
Cette série est notable pour la remontée effectuée par les Athletics dans le 4e match. Tirant de l'arrière par 8-0, ils établissent un record des Séries mondiales en marquant 10 points en une seule manche,, la 7e de la rencontre, pour l'emporter 10-8. C'est au cours de cette manche que le voltigeur de centre Hack Wilson des Cubs est ébloui par le soleil et perd de vue une balle frappée par Mule Haas des Athletics, ce qui résulte en un coup de circuit à l'intérieur du terrain, le dernier réussi dans une Série mondiale avant 2015.
Il s'agit d'un 4e titre pour les Athletics, qui font le premier de trois voyages consécutifs en Série mondiale. Également champions de la Série mondiale 1930 sur Saint-Louis, ils seront ensuite battus par ces derniers en Série mondiale 1931.

## Équipes en présence
Les Athletics de Philadelphie sont les champions 1929 de la Ligue américaine avec 104 victoires et 46 défaites, un total de 18 victoires de plus que leurs plus proches poursuivants, les Yankees de New York.
C'est la 6e participation des Athletics en Série mondiale. Le club compte trois victoires (1910, 1911 et 1913) et deux défaites (1905 et 1914). 
Avec 98 victoires et 54 défaites, les Cubs de Chicago sont les champions de la Ligue nationale par 10 matchs et demi sur le club de seconde place, les Pirates de Pittsburgh.
Pour les Cubs, c'est aussi une 6e présence en Série mondiale. L'équipe compte des victoires en 1907 et 1908 et des défaites en 1906, 1910 et 1918.

## Déroulement de la Série

### Calendrier des rencontres
| Match | Date       | Visiteur                  | Hôte                      | Score  |
| ----- | ---------- | ------------------------- | ------------------------- | ------ |
| 1     | 8 octobre  | Athletics de Philadelphie | Cubs de Chicago           | 3 - 1  |
| 2     | 9 octobre  | Athletics de Philadelphie | Cubs de Chicago           | 9 - 3  |
| 3     | 11 octobre | Cubs de Chicago           | Athletics de Philadelphie | 3 - 1  |
| 4     | 12 octobre | Cubs de Chicago           | Athletics de Philadelphie | 8 - 10 |
| 5     | 14 octobre | Cubs de Chicago           | Athletics de Philadelphie | 2 - 3  |

### Match 1
Mardi 8 octobre 1929 au Wrigley Field, Chicago, Illinois.
| Athletics de Philadelphie | 0 | 0 | 0 | 0 | 0 | 0 | 1 | 0 | 2 | 3 | 6 | 1 |
| Cubs de Chicago | 0 | 0 | 0 | 0 | 0 | 0 | 0 | 0 | 1 | 1 | 8 | 2 |
| Lanceurs partants : PHA : Howard Ehmke CHC : Charlie Root Vic. : Howard Ehmke (1-0) Déf. : Charlie Root (0-1) HRs : PHA : Jimmie Foxx (1) |   |   |   |   |   |   |   |   |   |   |   |   |

### Match 2
Mercredi 9 octobre 1929 au Wrigley Field, Chicago, Illinois.
| Athletics de Philadelphie | 0 | 0 | 3 | 3 | 0 | 0 | 1 | 2 | 0 | 9 | 12 | 0 |
| Cubs de Chicago | 0 | 0 | 0 | 0 | 3 | 0 | 0 | 0 | 0 | 3 | 11 | 1 |
| Lanceurs partants : PHA : George Earnshaw CHC : Pat Malone Vic. : George Earnshaw (1-0) Déf. : Pat Malone (0-1) Sauv. : Lefty Grove (1) HRs : PHA : Jimmie Foxx (2), Al Simmons (1) |   |   |   |   |   |   |   |   |   |   |    |   |

### Match 3
Vendredi 11 octobre 1929 au Shibe Park, Philadelphie, Pennsylvanie.
| Cubs de Chicago                                                                                             | 0 | 0 | 0 | 0 | 0 | 3 | 0 | 0 | 0 | 3 | 6 | 1 |
| Athletics de Philadelphie                                                                                   | 0 | 0 | 0 | 0 | 1 | 0 | 0 | 0 | 0 | 1 | 9 | 1 |
| Lanceurs partants : CHC : Guy Bush PHA : George Earnshaw Vic. : Guy Bush (1-0) Déf. : George Earnshaw (1-1) |   |   |   |   |   |   |   |   |   |   |   |   |

### Match 4
Samedi 12 octobre 1929 au Shibe Park, Philadelphie, Pennsylvanie.
| Cubs de Chicago | 0 | 0 | 0 | 2 | 0 | 5 | 1  | 0 | 0 | 8  | 10 | 2 |
| Athletics de Philadelphie | 0 | 0 | 0 | 0 | 0 | 0 | 10 | 0 | X | 10 | 15 | 2 |
| Lanceurs partants : CHC : Charlie Root PHA : Jack Quinn Vic. : Eddie Rommel (1-0) Déf. : Sheriff Blake (0-1) Sauv. : Lefty Grove (2) HRs : CHC : Charlie Grimm (1) PHA : Al Simmons (2), Mule Haas (1) |   |   |   |   |   |   |    |   |   |    |    |   |

### Match 5
Lundi 14 octobre 1929 au Shibe Park, Philadelphie, Pennsylvanie.
| Cubs de Chicago | 0 | 0 | 0 | 2 | 0 | 0 | 0 | 0 | 0 | 2 | 8 | 1 |
| Athletics de Philadelphie | 0 | 0 | 0 | 0 | 0 | 0 | 0 | 0 | 3 | 3 | 6 | 0 |
| Lanceurs partants : CHC : Pat Malone PHA : Howard Ehmke Vic. : Rube Walberg (1-0) Déf. : Pat Malone (0-2) HRs: PHA : Mule Haas (2) |   |   |   |   |   |   |   |   |   |   |   |   |